# Il principe e il pellegrino
Il principe e il pellegrino è un romanzo fantasy del 1995 della scrittrice britannica Mary Stewart. Completa la Saga Arturiana della Stewart, raccontando una delle tante leggende del periodo arturiano.

## Trama
La storia si sviluppa durante il regno di Artù, Sommo Re della Britannia Maggiore. Merlino ha ceduto il suo ruolo di consigliere a Nimue e si è ritirato a vita privata. Il libro comincia con la storia di Re March di Cornovaglia e di suo fratello Baudouin. Baudouin è benvoluto da tutti; al contrario il re non riesce ad ottenere l'affetto e il rispetto dei sudditi di cui gode il fratello e, per invidia, lo uccide in un impeto di rabbia. I fedeli al principe ucciso mettono in salvo dalla vendetta del re la giovane moglie Anna ed il piccolo figlioletto Alexander. Prima di fuggire nottetempo, Anna giura vendetta sul cadavere del marito. Il re fa inseguire Anna ed Alexander da Sadok; costui però era fedele a Baudouin, per cui aiuta la vedova e il figlio a fuggire, riportando al re il camicino del piccolo dicendo di averli uccisi. Madre e figlio si rifugiano a Craig Arian, fuori dalla Cornovaglia.
Un giorno, quando Alexander sta per compiere 18 anni, giungono dei cavalieri forestieri. Costoro attaccano il gruppetto di cui fa parte Alexander e Anna, temendo che fossero mandati da Re March, confida la storia al figlio. Alexander decide di andare a Camelot a rivolgere una petizione ad Artù in cera dell'appoggio per vendicare l'assassinio del padre.
Nel frattempo nel Rhehged, il duca Ansirius decide di andare in pellegrinaggio in Terrasanta. Durante il viaggio conosce colei che diverrà sua moglie. Una volta rientrati, gli sposi scoprono di attendere un bambino. Alla morte della moglie, il duca Ansirius partirà in pellegrinaggio più volte; portandosi dietro la figlia, viaggiò finché poté per raggiungere la Terrasanta, ma allo scoppiare di alcuni tafferugli, decide di andare in pellegrinaggio a Tours.
Alexander lungo la strada viene ospitato alla Torre Buia, dove sta per giù la sorella di Artù, Morgana, lì confinata dopo aver tentato di spodestare il fratello. Dopo aver trascorso la notte, Alexander si mette nuovamente in viaggio, ma il suo cavallo viene spaventato dalla scorta di Morgana ed egli cade e si ferisce. Riportato alla Torre Buia, Alexander viene curato da Morgana, che intesse anche su di lui un incantesimo che lo fa innamorare e legare a lei. Morgana chiede ad Alexander di andare in cerca del Graal, che Nimue, consigliera del re, custodisce. L'incantatrice sostiene che le serva unicamente per tornare nelle grazie del fratello e l'ingenuo Alexander parte. Invece a coppa le servirà per potersi vendicare di Artù e guidare la fronda contro di lui. Una dama di Morgana cerca di far aprire gli occhi al cavaliere, ma lui ancora preso dalla regina, non ne vuole sapere.
Contemporaneamente lady Alice, figlia di Ansirius, il duca pellegrino, accompagna il padre durante il suo ultimo pellegrinaggio al santuario di San Martino a Tours. Attraversando la turbolenta terra dei Franchi, Ansirus ed Alice si trovano coinvolti nelle lotte dinastiche che stanno insanguinando le terre di Francia. Padre e figlia decidono di accorciare la loro permanenza quando sentono dell'eccidio dei principi merovingi. Lungo il loro viaggio sul fiume, Ansirius ed Alice sono raggiunti da Clodoaldo, unico scampato alla strage dei principi nipoti della regina Clotilde. Il fanciullo ha con sé una preziosa reliquia che afferma essere il Sacro Graal e che gli servirà per poter entrare in convento. Anche il duca pensa di ritirarsi in convento una volta che la figlia si sarà sposata. Sulla strada di casa, la comitiva si ferma al convento di San Martino nel Rheged, dove il principe sarà accolto e dove la ricerca condurrà anche Alexander, che oramai lontano dall'influenza di Morgana, comincia a porsi delle domande.
Convinto di aver avuto un colpo di fortuna sentendo che il Graal è arrivato al vicino monastero, Alexander cerca asilo presso lo stesso monastero. Cercando di trovare il modo di parlare con i membri della comitiva, Alexander scorge Alice e si innamora perdutamente di lei. Allo stesso modo, Alice si innamora del cavaliere. Vergognandosi della promessa fatta a Morgana, Alexander racconta tutto ad Alice. Alice fa da tramite con il padre e fa incontrare i due uomini. Nel frattempo giunge la voce che il cugino del duca, Madoc, probabile erede del duca e fidanzato di Alice si è installato a Castle Rose, la dimora ducale. Il saggio duca racconta al giovane che Morgana sta complottando contro il re e che re March sta morendo. Alexander racconta che il cugino del duca è uno dei cavalieri che si intrattengono alla corte di Morgana. Sciolto dalle sue promesse, Alexander sposa Alice. Rientrati a casa, Madoc cerca di uccidere il duca per prendere il suo posto, ma Alexander sventa l'agguato. Il duca si ritirerà in convento, lasciando il ducato agli sposi.